# Медвежье (Ленинградская область)
Медве́жье  — деревня в Осьминском сельском поселении Лужского района Ленинградской области.

## История
Впервые упоминается в писцовых книгах Шелонской пятины 1571 года, как волостка Медвежья на реке Сабе в Дремяцком погосте Новгородского уезда.
В усадище Медвежи в Дремяцком погосте по переписи 1710 года находился помещичий двор Мелентия (Леонтия) Ивановича Глотова 30 лет, всего в нём дворян проживало 3 человека мужского и 3 человека женского пола, а также помещичий двор Агафьи Кирилловны Глотовой 55 лет, всего 2 человека мужского и 2 человека женского пола.
Затем, деревня Медвежье упоминается на карте Санкт-Петербургской губернии 1792 года, А. М. Вильбрехта.
Как деревня Медвежья она обозначена на карте Санкт-Петербургской губернии Ф. Ф. Шуберта 1834 года.

МЕДВЕЖКИ — деревня принадлежит штабс-капитану Конисскому, число жителей по ревизии: 7 м. п., 9 ж. п. (1838 год)

Как деревня Медвежья она отмечена на карте профессора С. С. Куторги 1852 года.

МЕДВЕЖКИ — мыза господина Скобельцына, по просёлочной дороге (1856 год)

МЕДВЕЖЬЕ — мыза владельческая, при реке Сабе, 2 двора, жителей 3 м. п., 3 ж. п. (1862 год)

- Деревня Медвежье на карте 1863 года

Согласно карте из «Исторического атласа Санкт-Петербургской Губернии» 1863 года на месте современной деревни Медвежье находилась мыза Медвежья.
В 1899 году в деревне была возведена деревянная церковь во имя Казанской иконы Божией Матери.
Согласно материалам по статистике народного хозяйства Лужского уезда 1891 года, имение при селении Медвежье площадью 221 десятина принадлежало губернскому секретарю В. С. Коблевскому, имение было приобретено в 1885 году за 3000 рублей; кроме того, одна пустошь Медвежье площадью 444 десятины принадлежала поручику Н. Н. Козловскому, пустошь была приобретена в 1885 году; вторая пустошь Медвежье, площадью 427 десятин, принадлежала коллежскому асессору Н. А. Соколову, пустошь была приобретена в 1889 году за 800 рублей; третья пустошь Медвежье, площадью 270 десятин, принадлежала жене надворного советника Софье Александровне Зиновьевой и княгине Лидии Александровне Оболенской.
В XIX — начале XX века деревня административно относилась к Красногорской волости 2-го земского участка 1-го стана Лужского уезда Санкт-Петербургской губернии.
По данным «Памятной книжки Санкт-Петербургской губернии» за 1905 год землями села Медвежье владели: 
- мещане Андерс Андерсон и Роман Сакс — 73 десятины
- крестьянин Иван Васильев — 20 десятин
- крестьяне Фёдор и Александр Ивановы с товарищами — 132 десятины
- коллежский советник Николай Васильевич Лангваген — 60 десятин
- крестьянин Яков Логинович Логинов — 427 десятин
- крестьяне Михаил Матвеев и Григорий Фёдоров с товарищами — 131 десятина
- мещанин Яков Юрисанович Сарап — 20 десятин
- крестьянин Гавриил Фёдорович Судаков — 270 десятин
- крестьяне Григорий Фёдорович Судаков и Никита Сидоров — 40 десятин[13].

С 1913 года в селе действовала церковно-приходская школа, работало почтовое отделение.
С 1917 по 1923 год село Медвежье входило в состав Любочажского сельсовета Красногорской волости Лужского уезда.
С 1923 по 1927 год — в состав Захонского сельсовета.
- Деревня Медвежье карте 1926 года

Согласно топографической карте 1926 года деревня насчитывала 21 крестьянский двор.
В 1927 году — в состав Захонского сельсовета Толмачёвской волости.
С 1927 по 1961 год — в составе Осьминского района.
В 1928 году население села составляло 202 человека.
Храм был закрыт в 1930-х годах, а затем разрушен до фундамента.
По данным 1933 года деревня Медвежье входила в состав Захонского сельсовета Осьминского района.
C 1 августа 1941 года по 31 января 1944 года находилась в оккупации.
С 1961 по 1963 год — в составе Сланцевского, затем снова Лужского района.
В 1965 году население составляло 30 человек.
По данным 1966 года деревня Медвежье также входила в состав Захонского сельсовета.
По данным 1973 и 1990 годов деревня Медвежье входила в состав Осьминского сельсовета Лужского района.
В 1997 году в деревне Медвежье Осьминской волости проживали 2 человека, в 2002 году — 4 человека (все русские).
В 2007 году в деревне Медвежье Осьминского СП — также 4 человека.
В 2005 году в деревне была возведена деревянная часовня во имя святых Флора и Лавра.

## География
Деревня находится в северо-западной части района на автодороге 41А-186 (Толмачёво — автодорога «Нарва»).
Расстояние до административного центра поселения — 17 км.
Расстояние до ближайшей железнодорожной станции Толмачёво — 52 км.
К югу от деревни протекает река Саба.

## Демография
| 1710 | 1838 | 1862 | 1928 | 1965 | 1997 | 2007 |
| ---- | ---- | ---- | ---- | ---- | ---- | ---- |
| 10   | ↗16  | ↘6   | ↗202 | ↘30  | ↘2   | ↗4   |
| 2010 | 2017 |      |      |      |      |      |
| ↘3   | ↘2   |      |      |      |      |      |

## Улицы
Малая.